# El último abrazo
El último abrazo és un curtmetratge documental de 29 minuts de durada dirigit per Sergi Pitarch Garrido i realitzat en 2014 per la productora de Gandia Ambra Projectes Culturals. El documental fou nominat als premis Goya 2015.

## Trama
Fa uns anys a València, el director del curtmetratge va comprar una bossa per un euro en una subhasta informal. En el seu interior hi havia molts papers i, entre ells, dues cartes de suïcidi sense enviar datades en 1946, en les quals l'autor anuncia la seva imminent mort a conseqüència de les seqüeles de la guerra, la presó i la pèrdua dels seus sers estimats.
El último abrazo és un documental observacional en el qual es relata la recerca que porta, des de la troballa de les cartes, fins al descobriment de la identitat de l'autor. A través de les cartes es revela l'amarga realitat de tota una generació d'espanyols que va veure truncada la seva vida radicalment, que va sofrir la guerra, l'exili i la desesperació en la convulsa Europa de mitjan segle xx.

## Producció
Es tracta d'un curtmetratge finançat a través de micromecenatge. Va ser gravat entre els mesos de gener i juny de 2014.

## Reconeixements
El curtmetratge va ser nominat als Goya al millor curtmetratge documental de 2015 de l'Acadèmia de les Arts Cinematogràfiques d'Espanya. Així mateix va ser seleccionat en la Secció Oficial del Festival de Màlaga 2015 i va guanyar el premi del públic del Festival Internacional de Cinema de Lanzarote d'aquest mateix any. Premi al millor guió al FESCIMED 2017. També va rebre el premi al millor curtmetratge valencià als XXIV Premis Turia.